# MG 151
La MG 151 (MG 151/15) (acrónimo de Maschinegewehr 151, «Ametralladora 151» en alemán) era una ametralladora pesada de 15 mm producida por Waffenfabrik Mauser a partir de 1940. En 1941 se empleó como base para el desarrollo de un cañón automático de 20 mm, designado MG 151/20, que resultó ser un éxito, siendo instalado en muchos aviones de combate de la Luftwaffe durante la Segunda Guerra Mundial.

## Historia y desarrollo

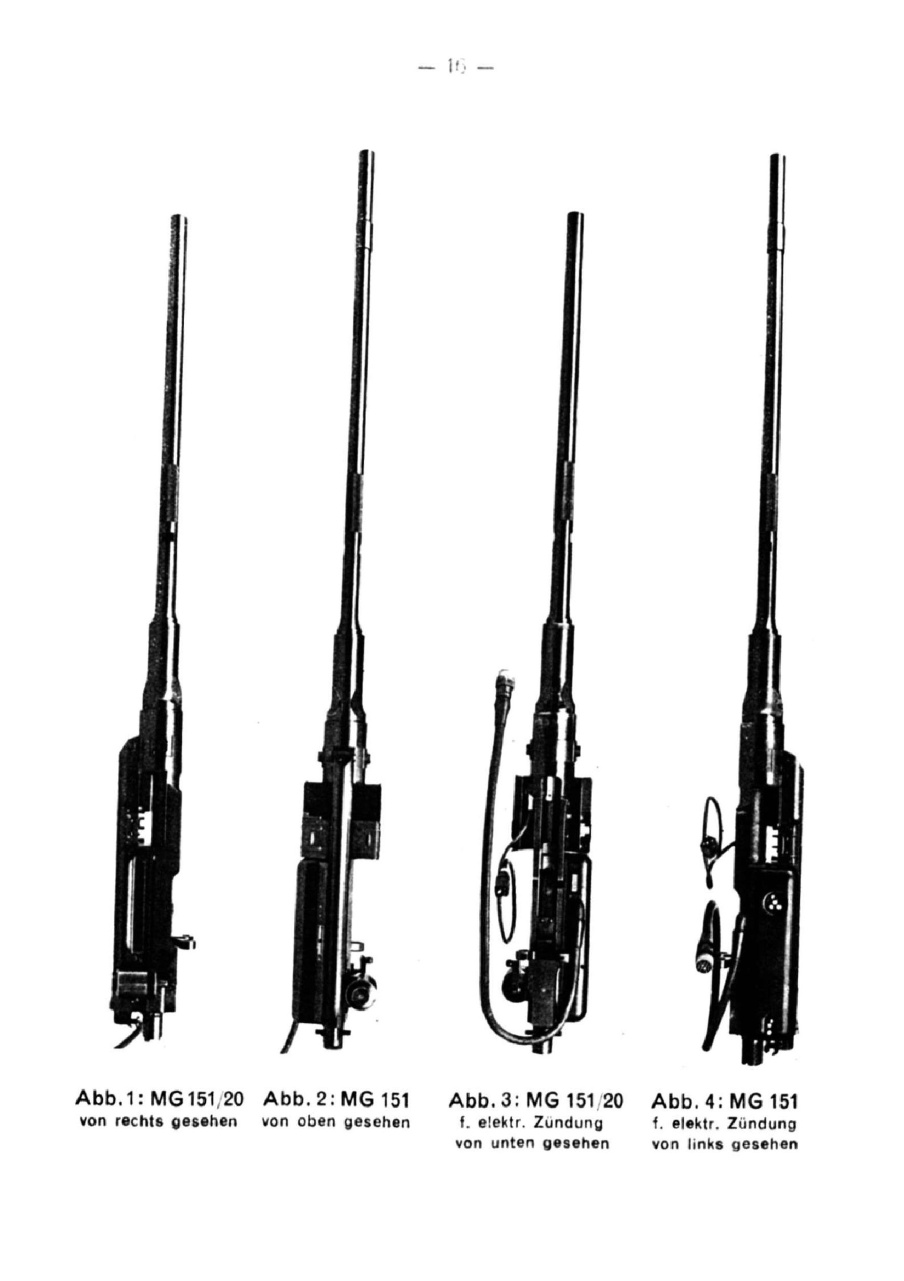
Variantes del MG151/20 y la MG151/15, con percusión mecánica (izquierda) y percusión eléctrica (derecha).

La doctrina alemana antes de la guerra para armar cazas monomotores reflejaba la de los franceses. Esta doctrina favoreció un potente cañón automático montado entre los bloques de cilindros de un motor V12 disparando a través del buje de la hélice, conocido como Moteur-canon en francés (desde su primer uso con el motor Hispano-Suiza HS.8C en la Primera Guerra Mundial, en el SPAD S.XII) y por los afines Motorkanone alemanes de la década de 1930. El arma preferida por los franceses en este papel fue el potente Oerlikon 20 mm, es decir, el modelo FFS, pero esta arma resultó ser demasiado grande para los motores alemanes. Mauser tuvo la tarea de desarrollar un cañón automático que se ajustara a las medidas de los motores, con un sacrificio mínimo en su desempeño (como medida provisional, fue desarrollado el cañón MG FF y puesto en uso generalizado, pero su desempeño fue mediocre).
La producción de la MG 151 en su formato original, calibre 15 mm, comenzó en 1940. Después de la evaluación de combate del cartucho de 15 mm como el armamento principal de los Messerschmitt Bf 109 F-2, la ametralladora fue rediseñada como el cañón automático MG 151/20 en 1941 para disparar un cartucho de 20 mm. Las experiencias obtenidas en combate mostraron que era preferible un proyectil con carga explosiva más potente, a un proyectil con velocidad superior. El cartucho del MG 151/20 fue creado al ensanchar el cuello del casquillo para montar la bala de 20 mm con carga explosiva del MG FF, mientras que se acortó la longitud del casquillo para conservar la misma longitud que el cartucho original de 15 mm. Estas medidas simplificaron la conversión de las ametralladoras pesadas de 15 mm a los cañones automáticos MG 151/20 de 20 mm, solamente requiriendo el cambio del cañón y otras modificaciones mínimas. Una desventaja de la conversión simplificada fue la reducción de la velocidad del proyectil, de los 850 m/s de la bala de 15 mm a 700 m/s para la bala de 20 mm más grande y pesada. Con un proyectil antiblindaje, el cartucho de 20 mm sólo podía penetrar alrededor de 10-12 mm de blindaje a 300 m y en 60 grados, en comparación con los 18 mm de penetración de su predecesor de 15 mm en las mismas condiciones, pero esto no fue visto como una limitación significativa. La versión de 20 mm se convirtió así en el cañón interno estándar para la serie Me 109 F-4. El MG 151/20 ofrecía una trayectoria más previsible, mayor alcance y mayor velocidad de impacto que los 580 m/s del cartucho del anterior cañón MG FF. El MG FF se mantuvo para montarse sobre afustes flexibles, en las alas y en los afustes de disparo vertical Schräge Musik hasta el final de la guerra.
También se usó en afustes defensivos de los bombarderos Junkers Ju 88 y Focke-Wulf Fw 200. Gracias a sus buenas características antiblindaje, se instaló asimismo en los primeros Henschel Hs 129B-1, además de los Arado Ar-234.
La MG 151/15 utilizaba un cartucho de casquillo abotellado de gran capacidad, que propulsaba balas explosivas (HE) y antiblindaje (AP) a velocidades de boca entre 840-960 m/s, característica que garantizaba un corto tiempo de vuelo hacia el objetivo y un gran impacto. El arma disparaba a una cadencia, en promedio, de 700 disparos/minuto y se comparaba favorablemente con la ametralladora Browning M2 de 12,7 mm usada en varios aviones Aliados de su época, teniendo la desventaja de ser más pesada. La carga era eléctrica y su percusión mecánica.
La preferencia de los alemanes por el uso de proyectiles de alto poder explosivo antes que antiblindaje fue llevada más lejos con el desarrollo de la bala mina, introducida por primera vez para el cañón automático MG FF (en el Me 109 E-4) y más tarde para el cañón automático MG 151/20. Incluso esta mejora del poder explosivo demostró ser ineficaz ante los bombarderos cuatrimotores a los que se enfrentaban los cazas alemanes en la segunda mitad de la guerra. Según los cálculos alemanes, eran necesarios 15 o 20 impactos del MG 151/20 para derribar un bombardero pesado, pero estos se redujeron a solo 3 o 4 impactos para un proyectil de 30 mm, gracias al efecto de la potencia explosiva de la carga de hexógeno de las balas del cañón automático MK 103 de caña larga y el MK 108 de caña corta. Solo se precisaban 4 o 5 impactos del cañón automático de 20 mm en los ataques frontales contra bombarderos cuatrimotores, pero tales ataques eran difíciles de llevar a cabo. El MK 108 de 30 mm reemplazó al MG 151/20 como el Motorkanone estándar a partir del Me 109 K-4, reequipando también a algunos Me 109 G.
En agosto de 1943, se exportaron a Japón 800 MG 151/20 a bordo del submarino italiano Comandante Cappellini, los cuales fueron empleados para equipar a 388 cazas Kawasaki Ki-61-I Hei del Servicio Aéreo del Ejército Imperial Japonés. El MG 151/20 también fue instalado en los Macchi C.205, Fiat G.55 y Reggiane Re.2005 de la Regia Aeronautica, así como en los IAR 81B y 81C de la Real Fuerza Aérea Rumana.

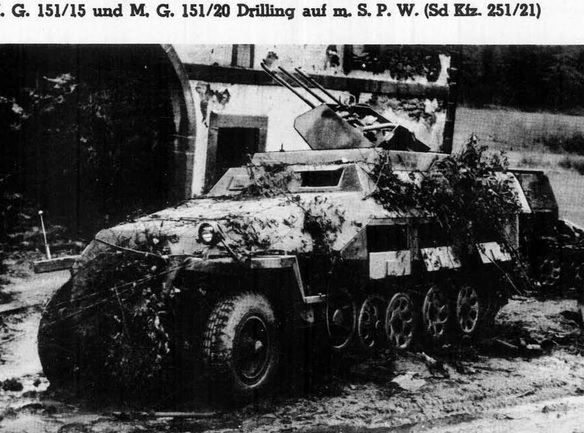
SdKfz 251/21 Drilling, vehículo antiaéreo armado con una batería triple de MG 151/20.

A fines de 1944 e inicios de 1945, muchas ametralladoras MG 151/15 y cañones MG 151/20 excedentes se emplearon en afustes antiaéreos triples, especialmente con las unidades del Volkssturm que servían en el área de Posen. Algunos de estos afustes fueron instalados en la parte trasera de semiorugas Sdkfz 251/21. Se desconoce su eficacia en este papel, pero fue fotografiado en un desfile de las unidades Volkssturm del Wartheland que tuvo lugar en Posen en noviembre de 1944.

### Uso en la posguerra

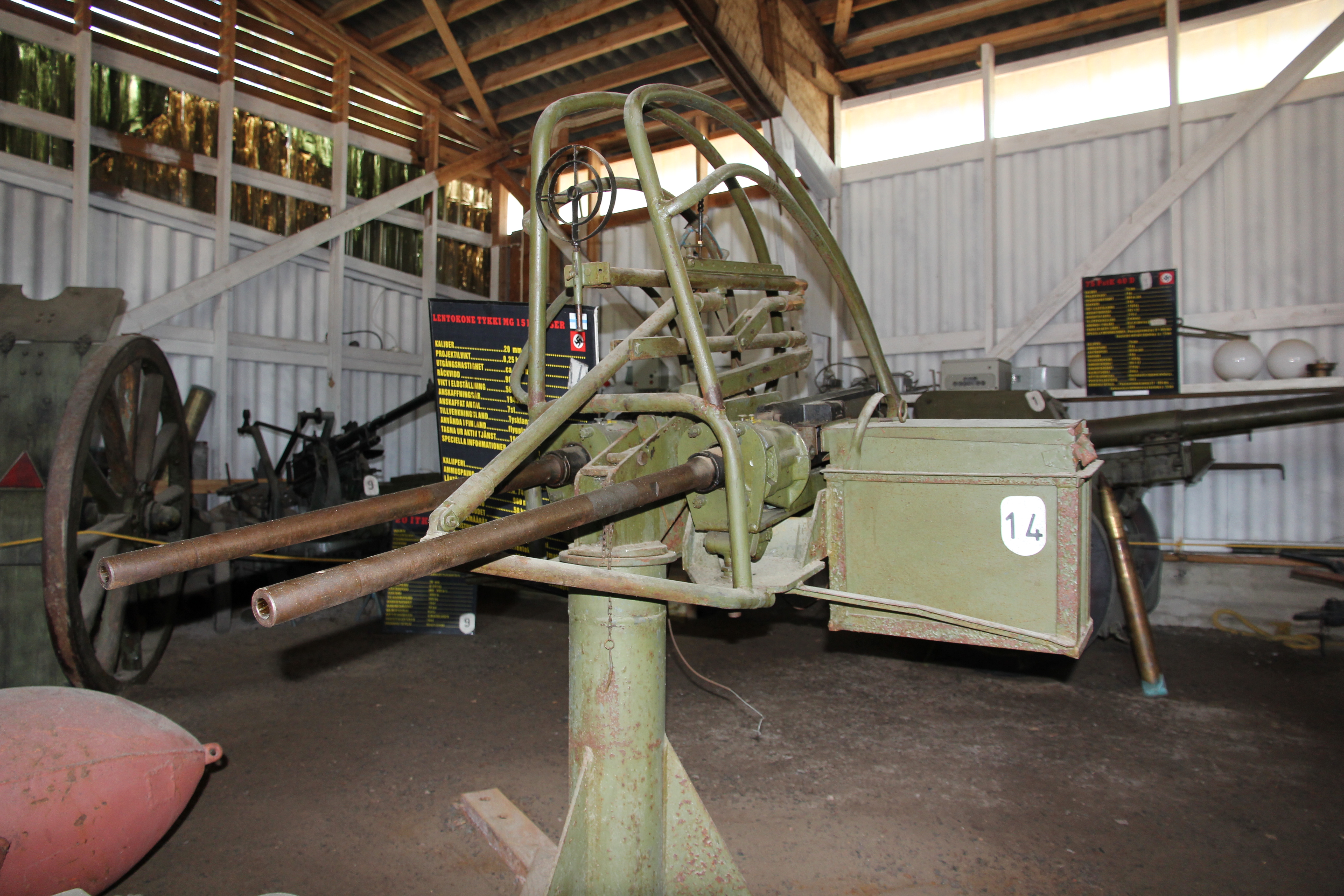
La batería doble finlandesa TorKK MG-151 2, con sus MG 151/20, del Museo de artillería de Torp (2011).

Después de la Segunda Guerra Mundial, varios cañones automáticos MG 151/20 fueron retirados del inventario y de aviones desechados, siendo empleados por varios países a bordo de sus propios aviones de combate. La Fuerza Aérea de Francia (FAF) y la Aviación Ligera del Ejército de Francia (ALEF) emplearon cañones automáticos MG 151/20 como armamento fijo y sobre afuste flexible a bordo de diversas aeronaves, inclusive helicópteros. LA FAF y la ALEF desarrollaron conjuntamente un afuste flexible aislado con caucho para montar el MG 151/20 en las puertas de aeronaves, que más tarde fue empleado en combate en Argelia a bordo de varios helicópteros de asalto y transporte Piasecki H-21C, así como a bordo de helicópteros de ataque Sikorsky HSS-1 Pirate. Los cañones automáticos franceses Matra MG 151 20 mm fueron empleados por Portugal y Rodesia montados en sus helicópteros Alouette III, mientras que la empresa sudafricana Denel diseñó su propia variante para la Fuerza Aérea Sudafricana.

## MG 151/20
El MG 151/20 nació gracias a la necesidad de la Luftwaffe de un arma capaz de disparar proyectiles con mayor carga explosiva para causar mayores daños en el combate aéreo. Esta nueva munición probó ser muy efectiva, ya que durante las pruebas los alemanes comprobaron que se necesitaban, en promedio, entre 18 y 20 impactos para derribar un bombardero cuatrimotor y 4 impactos para derribar un caza monomotor. Con estos resultados, el MG 151/20 rápidamente reemplazó a la MG 151/15, que fue retirada del servicio en 1942.
Fueron construidas dos versiones del MG 151/20. Los primeros cañones tenían un sistema de percusión mecánico, mientras que los posteriores modelos "E" tenían percusión eléctrica. Algunos proyectiles tenían un mecanismo de autodestrucción y/o mezcla trazadora. Las cargas explosivas también eran diversas, ya sea el PETN estándar, una mezcla llamada HA 41 (hexógeno y aluminio, con el segundo incrementando la capacidad explosiva e incendiaria en un 40 %), y una versión comprimida donde más explosivos (HA 41) eran comprimidos en el mismo lugar bajo grandes presiones (MX).
En 1944 y 1945 muchos cañones automáticos MG 151/20 fueron montados en afustes terrestres y empleados como armas antitanque ligeras. Además, algunos fueron instalados en afustes triples sobre la parte trasera de los semioruga Sdkfz 251/21 y usados como arma antiaérea.

### Munición
Para crear el cartucho del MG 151/20, Mauser simplemente agrandó el casquillo de 15 mm que utilizaba el MG 151/15 e introdujo un proyectil de 20 mm —el cual, casualmente, era el mismo proyectil utilizado en el cañón MG FF— y acortó la longitud de la vaina para que el largo de los cartuchos fuera idéntico para los dos calibres. Estas medidas simplificaban la conversión del cañón entre calibres, por lo que era posible convertir a la MG 151/15 en un MG 151/20 cambiando el cañón del arma y realizando unas pequeñas modificaciones. Sin embargo, esta simplificación tuvo sus problemas, ya que el relativamente corto cartucho de 20 mm junto con su pesado proyectil redujeron la velocidad de boca en un 16 % (950 m/s en el de 15 mm, contra los 800 m/s del de 20 mm).
A pesar de todo, la capacidad extra de HE (High Explosive, explosivo de alto poder) fue considerada suficiente recompensa por la pérdida de velocidad inicial. El cartucho de 20 mm HE básico tenía casi un 30 % más de explosivo que la munición de 15 mm.

### Especificaciones de la munición
| Designación alemana                                   | Abreviación estadounidense | Masa del proyectil g | Carga explosiva g                                     | Velocidad inicial [m/s] | Descripción |
| ----------------------------------------------------- | -------------------------- | -------------------- | ----------------------------------------------------- | ----------------------- | --- |
| Brandsprenggranatpatrone 151 mit L'spur ohne Zerleger | HEI-T                      | 113                  | 2,3 g HE (nitropenta) + 2,1 g incendiaria (Elektron). | 705                     | Espoleta en la punta, trazadora, no se autodestruye. |
| Brandgranatpatrone 151                                | incendiary                 | 117                  | 6,6 a 7,3 g incendiaria (BaNO3+Al+Mg).                | ?                       | Espoleta en la punta. |
| Minengeschosspatrone 151 ohne L'Spur                  | HE                         | 95                   | 18,6 g HE (nitropenta).                               | 805                     | Espoleta en la punta, no trazadora. |
| Panzergranatpatrone 151 mit L'spur ohne Zerleger      | AP-T                       | 117                  | Ninguna (con la cavidad llena de bakelita).           | 705                     | Sin espoleta, trazadora, no se autodestruye. Penetra 13 mm de acero con ángulo de impacto de 60°, a 100 m.                                                                     |
| Panzersprenggranatpatrone 151                         | APHE                       | 115                  | 4 g HE (nitropenta).                                  | ?                       | Detona luego de penetrar 5 mm de acero. |
| Panzerbrandgranatpatrone (Phosphor) 151 ohne Zerleger | API                        | 115                  | 3,6 g incendiaria (WP).                               | 720                     | Sin espoleta, sin autodestrucción. Penetra 3 a 15 mm de acero. |
| Panzerbrandgranatpatrone (Elektron) 151 ohne Zerleger | API                        | 117                  | 6,2 g incendiaria (Elektron).                         | 695                     | Optimizado para ametrallar buques sin blindaje. Sin autodestrucción. Penetra 15 mm de acero con ángulo de impacto de 75°, a 100 m. Funciona después de penetrar 4 mm de acero. |

## Variante estadounidense
Durante la Segunda Guerra Mundial, el Ejército estadounidense produjo la ametralladora T17 de 15,2 mm, una copia de la MG 151 obtenida mediante ingeniería inversa y calibrada para un cartucho antitanque experimental. Se hizo un pedido teórico de 5.000 ametralladoras T17, pero solo se fabricaron unas 300 unidades. Ninguna entró en servicio, a pesar de la disponibilidad de 6 000 000 de cartuchos calibre 15,2 mm. Se disparó casi un millón de cartuchos durante el programa de prueba de la T17. La principal variante fue la T17E3, producida por Frigidaire; pesaba 61 kg y tenía una cadencia de 600 disparos/minuto. Las mejoras subsiguientes dieron origen a las variantes T39 y T51, pero estas tampoco entraron en servicio.

### Munición
Disparaba el cartucho 15,2 x 114 T1E1, basado en un cartucho antiblindaje diseñado en 1939 para los fusiles antitanque experimentales T1 y T1E1. Estos fueron cancelados en 1944, cuando fue evidente que los tanques modernos tenían un blindaje demasiado grueso para ser perforado por una bala de fusil de gran calibre. Los desarrollos mostraron que las granadas de fusil con carga hueca y los lanzacohetes eran el futuro de las armas antitanque de infantería y se abandonó el concepto del fusil antitanque.
Al igual que los intentos británicos por convertir sus lotes de obsoletos cartuchos antitanque 13,9 x 99 B en cartuchos de ametralladora pesada, el cartucho de 15,2 mm fue replanteado como un cartucho de cañón automático que sucedería al antiguo 12,7 x 99. El cartucho y el redesignado cañón automático T17 fueron producidos desde 1942 hasta 1946, pero nunca demostraron ser una mejora sustancial sobre las ametralladoras pesadas M2HB, M3 y el cartucho 12,7 x 99. Posteriormente el casquillo del cartucho fue acortado y se le ensanchó el cuello para crear el cartucho 20 x 102 del cañón rotativo M61 Vulcan.
- 15,2 x 114 T1E1 (.60 Armor-Piercing) - Monta una bala maciza 76,5 g, que alcanza una velocidad de 1100 m/s con una potencia de 46 kJ.[18][19]
- 15,2 x 114 T17 (.60 T32 Ball)

## Usuarios
- Alemania nazi[20]
- Angola[21]
- Finlandia
- Francia[20]
- Imperio del Japón[22]
- Portugal[21]
- República Social Italiana
- Rodesia[12]
- Rumania
- Sudáfrica[20]